# Condado de Taylor (Virgínia Ocidental)
O Condado de Taylor é um dos 55 condados do estado norte-americano da Virgínia Ocidental. A sede do condado é Grafton, que é também a sua maior cidade. O condado tem uma área de 456 km² (dos quais 8 km² estão cobertos por água), uma população de 16 089 habitantes, e uma densidade populacional de 36 hab/km² (segundo o censo nacional de 2000). O condado foi fundado em 1844 e recebeu o seu nome em homenagem a John Taylor (1753-1824), político e escritor da Virgínia.